# Chasselas, Saône-et-Loire
Chasselas là một xã trong tỉnh Saône-et-Loire, thuộc vùng Bourgogne-Franche-Comté của nước Pháp, có dân số là 164 người (thời điểm 1999).